# Karine Gobled
Œuvres principales
Le Guide de l'uchronie (2015)
Karine Gobled, née en 1976 en Belgique, est une auteure spécialisée dans la science-fiction et l'uchronie.

## Biographie
Karine Gobled grandit dans le Nord de la France. Étudiante, elle se dirige vers un cursus universitaire en sciences économiques et sociales, avant d'intégrer l'Agence nationale pour l'emploi comme conseillère puis manager. Depuis 2008, parallèlement à ses activités professionnelles, elle anime le RSF Blog, un site d'informations et de critiques littéraires consacré à la science-fiction.
Elle officie comme lectrice et correctrice des nouvelles de jeunes auteurs pour la revue AOC, publiée par le Club Présences d'Esprits et participe aux jurys de trois prix littéraires spécialisés : le Prix Une autre Terre, le Prix Planète SF des blogueurs et le Prix ActuSF de l'uchronie.
Passionnée par le genre littéraire fictionnel de l’uchronie, elle publie en 2015 le Guide de l’uchronie, co-écrit avec le spécialiste Bertrand Campeis,. En 2017, un nouveau guide consacré à la science-fiction et à la fantasy est édité aux éditions ActuSF.

## Publications
- Le Guide de l'uchronie, Bertrand Campeis, Karine Gobled, Éditions ActuSF, 346p, 2015,  (ISBN 2366293283)
- Le Guide de la Science Fiction et de la Fantasy, Éditions ActuSF, 336p, 2017,  (ISBN 2366298668)
- Dimension Uchronie 3 (Préface), Éditions Rivière Blanche, 2019  (ISBN 9781612279220)
- « La Machine différente » de Jean-Laurent Del Socorro, Éditions 1115 (Préface), 2020  (ISBN 9791097100636)
- « Napoléon et l'uchronie » avec Bertrand Campeis dans « Et si Napoléon » anthologie présentée par Stéphanie Nicot, Éditions Mnémos (Postface), 2021  (ISBN 9782354089078)
- postface, avec Bertrand Campeis, pour le roman Summerland de Hannu Rajaniemi, Éditions ActuSF, 2022.